# Nadine Capellmann
Nadine Capellmann (Würselen, 1965. július 9. –) német sportoló, díjlovaglásban kétszeres olimpiai bajnok.
Nadalie Capellmann a lovassport egyik legsikeresebb német szereplője. 1994 óta folyamatosan ér el sikereket mind országos, mind nemzetközi szinten. Háromszoros német bajnok. Az Európa-bajnokságokon díjugratásban háromszor ért el csapatával aranyérmet. 2002-ben egyéni világbajnokságon győzött. 2000-ben Farbenfroh, 2008-ban Elvis nevű lova hátán nyert olimpiát csapatával.
Az Aachen melletti Würselen városkában lakik, a lovaglás mellett üzletasszonyként dolgozik. Az Aacheni Egyetemen szerzett MBA diplomát.